# Contractul de la Rheinfelden
Contractul de la Rheinfelden a fost primul tratat intern al Casei de Habsburg (datat 1 iunie 1283) care conține regulile succesorale stabilite de Rudolf I. Tratatul, numit după locul unde a fost întocmit și semnat, a constituit baza esențială a puterii dinastice a familiei de Habsburg și a teritoriilor ei ereditare de mai târziu.

## Istoric

### Regulile Casei de Habsburg în Evul Mediu
Încă din Evul Mediu nobilimea din Europa centrală și-a stabilit norme proprii pentru reglementarea problemelor de drept familial, în special cele legate de dreptul de proprietate și de succesiune. Aceste așa-numite Reguli ale casei reglementau, printre altele: succesiunea după deces, regulile matrimoniale, tutela minorilor, inalienabilitatea proprietăților familiei și împărțirea în linii familiale, reprezentând în același timp o expresie a dezvoltării conștiinței dinastice.

### Victoria lui Rudolf asupra lui Ottokar al Boemiei și înfeudarea fiilor săi
După ce Rudolf I, primul membru al familiei de Habsburg ajuns pe tronul romano-german în 1273, a învins în Bătălia de pe Marchfeld la 26 august 1278 pe vechiul său adversar, Ottokar al II-lea Přemysl - rege al Boemiei și duce al Austriei, Stiriei, Carintiei și Carniolei - teritoriile luate în stăpânire de acesta în regiunea alpină estică, au fost reîntoarse în imperiu. În 1276 Rudolf îi convinsese pe principii electori să accepte ca aceste teritorii să fie date fiilor săi. Un an mai târziu episcopii bavarezi au acordat fiilor lui Rudolf feudele deținute anterior de familia Babenberg și, în Carintia, pe cele ale familiei Sponheim.
În 1281 Rudolf l-a numit regent imperial (Reichsverweser) pe fiul său cel mare, Albert. La Dieta de la Augsburg din 17 – 21 decembrie 1282 Rudolf a primit acordul principilor electori pentru a-i înfeuda pe fiii săi, Albert și Rudolf, cu trei dintre ducatele reîntoarse în imperiu (Austria, Stiria, Carniola) și cu Marca Vindica. Ducatul Carintia a fost dat contelui Meinhard al II-lea de Gorizia–Tirol. Această decizie a fost consemnată după încheierea dietei într-o scrisoare a principilor electori pe 27 decembrie 1282. Stema familiei Babenberg a fost integrată în stema familiei de Habsburg după înfeudarea fiilor cu respectivele teritorii.
Înfeudarea a fost făcută inițial în „stăpânire comună” adică în conformitate cu principiul tradițional al „proprietății comune” pentru a preveni fragmentarea proprietății funciare a familiei. Prin ceremonia de înfeudare fiii lui Rudolf au devenit principi imperiali.

### Prevederile Contractului de la Rheinfelden
Curând după această înfeudare nobilii din Austria și Stiria au cerut lui Rudolf I să desființeze această dublă guvernare. Ca urmare, Contractul de la Rheinfeld s-a abătut de la principiul „stăpânire comună” începând din 1283 când a fost stipulată restricția exercitării comune a guvernării acordând prioritate fiului cel mare (primogenit). De asemenea, au fost împărțite clar responsabilitățile în administrarea teritoriilor. Stăpânirea ținuturilor austriece a fost separată de cea a ținuturilor ancestrale habsburgice situate pe cursul superior al Rinului (Breisgau, Alsacia Superioară) și pe tronsonul Rinului numit Hochrhein (în actualul canton elvețian Argovia) care i-au fost atribuite lui Albert.
În compensație fiul mai mic, Rudolf, urma să primească în termen de patru ani un principat sau un regat respectiv o anumită sumă de bani. El a murit în 1290 fără însă a primi compensația convenită. Ioan, fiul lui Rudolf, a încercat de mai multe ori fără succes să obțină compensația datorată de Albert. Ultima sa încercare la 1 mai 1308 a eșuat de asemenea. Ca urmare, Ioan l-a ucis pe unchiul său, Albert, în aceeași zi lângă Brugg, motiv pentru care a primit ulterior supranumele „Paricidul”.

### Rheinfelden - locul semnării contractului
După ce în 1218 Rheinfelden devenise oraș imperial liber, în 1250 intrase sub stăpânirea episcopului de Basel. La presiunea exercitată de Rudolf I, care tocmai fusese încoronat rege romano-german, orașul și-a recăpătat în 1273 statutul anterior aflându-se din nou în nemijlocire imperială. Deoarece Rudolf călătorea adesea, el a ales ca reședință a familiei sale fosta reședință a familiei Zähringern, inexpugnabila Cetatea Stein, aflată pe o insulă de pe râul Rin, lângă Rheinfelden. Însemnele imperiale (coroana și sceptrul) au fost periodic păstrate acolo.

## Efecte Contractului de la Rheinfelden
Regulile stabilite prin acest contract au pus o bază esențială pentru puterea dinastică a familiei de Habsburg în Austria și ulterior a ținuturilor ereditare habsburgice. Încercarea repetată a lui Rudolf de a fi încoronat ca împărat ce ar fi avut ca urmare asigurarea încă din timpul vieții sale a succesiunii fiului cel mare, Albert, ca rege romano-german, a eșuat datorită schimbării frecvente a celui ce ocupa scaunul pontifical.
Principiile referitoare la divizarea moștenirii și la primogenitură, conținute și în Contractul de la Rheinfelden, principii larg răspândite deja în casele nobiliare franceze (de ex. Casa de Savoia), au fost introduse în țările vorbitoare de limbă germană începând cu secolul al XIII-lea fiind treptat general acceptate.
După ce într-un alt contract intern al Casei de Habsburg, aproape 100 de ani mai târziu, numit „Regulile Rudolfine” (1364) ducele Rudolf al IV-lea (d. 1365) convenise cu frații săi mai mici, Albert și Leopold, indivizibilitatea ținuturilor habsburgice, aceștia au decis prin Contractul de la Neuberg (25 septembrie 1379) pentru prima dată divizarea efectivă a teritoriilor care au fost împărțite astfel:
- Linia Albertină a păstrat „Austria de deasupra și de sub Enns”, fără Comitatul Pitten și Wiener Neustadt (care aparțineau Stiriei);
- Linia Leopoldină a primit Stiria, Carintia, Tirolul și Austria Anterioară, precum și Carniola împreună cu Marca Vindica, Istria și noile teritorii de la Marea Adriatică (regiunea de coastă).

Alte divizări au avut loc în 1406 (la moartea ducelui Wilhelm cel Prietenos) și în 1411 (la moartea lui Leopold cel Gras). În cele din urmă, au apărut trei complexe de țări:
- țările Austriei Inferioare (Austria Superioară și Austria Inferioară de astăzi),
- țările Austriei Interioare (Stiria, Carintia, Carniola, Istria interioară și Trieste),
- țările Austriei Anterioare (Tirol, Vorarlberg și teritoriile suabe și alsaciene).